# Velká Kraš
Velká Kraš település Csehországban, a Jeseníki járásban. Velká Kraš Kobylá nad Vidnavkou, Vidnava, Stará Červená Voda, Černá Voda és Bernartice településekkel határos. Lakosainak száma 717 fő (2024. január 1.).

## Népesség
A település lakosságának változását az alábbi diagram mutatja:
| Lakosok száma | 1515 | 1621 | 1573 | 956  | 853  | 907  | 756  | 734  | 721  | 717  |
|               | 1869 | 1890 | 1921 | 1950 | 1980 | 2001 | 2017 | 2019 | 2022 | 2024 |